# Cometa Biela
3D/Biela, în mod obișnuit cunoscută sub denumirea de Cometa Biela sau Cometa lui Biela, este o cometă periodică care a fost observată pentru prima oară în 1772. Ea a fost numită după astronomul austriac Wilhelm von Biela, care i-a determinat periodicitatea în 1826.

## Istoric
Cometa a fost descoperită la 8 martie 1772 de astronomul francez Jacques Laibats-Montaigne la Limoges. Ea era invizibilă cu ochiul liber. A fost urmărită cu telescopul timp de 29 de zile, dar nicio orbită eliptică nu a fost determinată.
Cometa a trecut cel mai aproape de Pământ la 13 martie, la 0,62 ua.
Cometa a fost redescoperită la 10 noiembrie 1805 de către astronomul francez Jean-Louis Pons de la Obsevatorul din Marsilia. Magnitudinea sa aparentă era cuprinsă între 4 și 5 și nu părea să prezinte coadă. A trecut la 0,5 ua de Pământ la 9 decembrie și, conform calculelor efectuate de Friedrich Wilhel Bessel, ea a trecut la periheliu la 2 ianuarie 1806.
În fața calculelor lui Bessel, Heinrich Olbers a constatat o asemănare cu elementele orbitale ale cometei descoperite de Laibats-Montaigne în 1772. Cât despre Gauss, el a calculat elementele acesteia din urmă și a ajuns la concluzia sigură că era vorba despre aceeași cometă cu cea descoperită de Pons.
Cometa a fost descoperită o a treia oară la 27 februarie 1826 de Wilhelm von Biela de la Johannisberg în Germania și zece zile mai târziu de Jean-Félix Adolphe Gambart la observatorul din Marsilia. Gambart a calculat primul elementele și a declarat că era vorba, cu certitudine, de aceeași cometă observată în 1772 și 1805. El i-a determinat periodicitatea (6,65 ani) și i-a prevăzut reîntoarcerea în 1832.
Biela a ajuns apoi la aceleași rezultate. Cometa a fost denumită, mai târziu, după numele acestuia și nu după cel al lui Gambart, sau chiar al lui Gauss, ceea ce i-a părut nedrept lui François Arago care va scrie, despre aceasta, în Astronomie populaire.
Cometa a revenit cu bine în 1832. A fost reperată la 24 septembrie de matematicianul și astronomul englez John Herschel. Condițiile nu au fost favorabile pentru a fi observată în 1839. A fost regăsită la 26 noiembrie 1845 de părintele Francesco de Vico, astronom la Observatorul Vaticanului. În cursul trecerii cometei la periheliu, la jumătatea lui ianuarie 1846, observatorii au constatat că astrul s-a scindat în două fragmente (care au fost desemnate atunci prin 1846 II A și 1846 II B).
Cele două fragmente au fost observate împreună până la sfârșitul lui martie. Fragmentul cel mai strălucitor a fost vizibil prin telescop până în 27 aprilie.
Ultima revenire a fost observată în 1852. Părintele Angelo Secchi a reperat astrul la data de 26 august 1852 de la Observatorul Vaticanului. A observat, la început, un singur nucleu. Al doilea, mai puțin luminos, a apărut la 15 septembrie. Cometa a fost observată până la sfârșitul lui septembrie 1852 și, de atunci, nu a mai fost văzută niciodată.
Într-adevăr, la termenul reîntoarcerii așteptate în 1859, cometa a fost imposibil de localizat. Astronomii nu au avut succes nici în 1866, când condițiile de observație erau favorabile. Oamenii de știință au sugerat că astrul s-a spart în fragmente multiple imposibil de văzut.
În 1872, an care coincidea cu reîntoarcerea cometei, și-a făcut apariția un nou roi de meteori numiți Andromedizi (radiant situat în constelația Andromeda). La 27 noiembrie 1872, o ploaie de stele a iluminat cerul, cu o rată de 3.000 de meteori pe oră. Calculele au demonstrat afilierea la cometa Biela.
Roiul s-a arătat din nou activ în noiembrie 1885, de data aceasta cu o rată de 15.000 de meteori pe oră. Ploaia de stele căzătoare și-a făcut reapariția în 1892 și 1899. De atunci roiul se pare că a secat.
Cometa P/2001 J1 (NEAT), descoperită de S. Pravdo, E. Helin și K. Lawrence pe imagini CCD luate de programul de observații Near Earth Asteroid Tracking (NEAT) în mai 2001, prezintă, potrivit lui Syuichi Nakano câteva similitudini în elementele orbitale cu cometa Biela.